# Mitromorpha tenuicolor
Mitromorpha tenuicolor é uma espécie de gastrópode do gênero Mitromorpha, pertencente a família Mitromorphidae.